# Thomas Brown (Gouverneur)

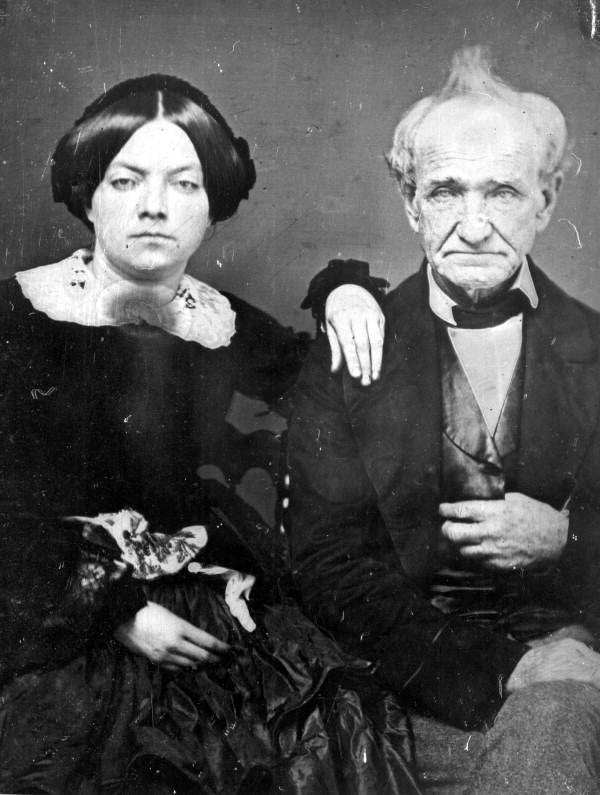
Thomas Brown (rechts) mit seiner Tochter

Thomas Brown (* 25. Oktober 1785 im Westmoreland County, Virginia; † 24. August 1867 in Tallahassee, Florida) war ein US-amerikanischer Politiker und von 1849 bis 1853 der 2. Gouverneur von Florida.

## Frühe Jahre und politischer Aufstieg
Thomas Brown wuchs im Westmoreland County, der Heimat von George Washington und James Monroe, auf. Er nahm am Britisch-Amerikanischen Krieg von 1812 im Stab von General John Pratt Hungerford teil. Anschließend arbeitete er in der Poststelle von Richmond. Bei dieser Gelegenheit erfand er den Briefkasten.
Ab 1817 war Brown in Virginia politisch aktiv. In diesem Jahr wurde er in das Abgeordnetenhaus von Virginia gewählt, in dem er bis 1828 verblieb. Im Jahr 1828 zog er nach Florida, wo er sich ebenfalls politisch betätigte. Zu der Zeit hatte Florida noch nicht den Status eines Bundesstaates. Es war ein Territorium, das allerdings bestrebt war, so schnell wie möglich in die Vereinigten Staaten aufgenommen zu werden. Im Jahr 1838 war Brown Präsident des territorialen Repräsentantenhauses. Ein Jahr später gehörte er zu den Delegierten, die eine neue Verfassung für Florida ausarbeiteten. Nachdem Florida am 3. März 1845 offiziell zum Bundesstaat geworden war und die Verfassung in Kraft getreten war, wurde Brown Abgeordneter im ersten Repräsentantenhaus von Florida.

## Gouverneur von Florida
Für die 1849 anstehenden Gouverneurswahlen wurde Brown von der Whig Party als Kandidat nominiert. Nach erfolgreicher Wahl konnte er am 1. Oktober 1849 seine vierjährige Amtszeit als zweiter Gouverneur von Florida antreten. In dieser Zeit setzte er sich für die Verbesserung der Infrastruktur des Landes ein. Dazu gehörte auch die Verbesserung der Straßen und Kanäle des Staates. Außerdem förderte er den Auf- und Ausbau des Schulsystems. Er stellte auch Überlegungen an, die Everglades trockenzulegen, um Ackerland zu gewinnen. Dies wurde aber nicht verwirklicht.

## Weiterer Lebensweg
Aufgrund einer Verfassungsklausel durfte Brown 1853 nicht direkt wiedergewählt werden. Daher schied er am 3. Oktober 1853 aus dem Amt. Er blieb der einzige Whig-Gouverneur in der Geschichte Floridas. Danach zog er sich aus dem öffentlichen Leben zurück. Er verbrachte seinen Lebensabend in seinem Haus in Tallahassee, wo er 1867 verstarb. Thomas Brown war mit Elizabeth Simpson verheiratet, mit der er sieben Kinder hatte.